# Ceradenia mayoris
Ceradenia mayoris là một loài dương xỉ trong họ Polypodiaceae. Loài này được Rosenst. L.E. Bishop mô tả khoa học đầu tiên năm 1988.